# Guttorm sindre
Guttorm (eller Guthorm) sindre (Goþþormr eller Goðþormr sindri) var en norsk skald från 900-talets första hälft, troligen död år 960. Skáldatal nämner honom som hovskald hos tre norska kungar: Harald Hårfager (Haraldr hárfagri), Halvdan Svarte Haraldsson (Hálfdan svarti) och Håkon den gode (Hákon góði).

## Levnad
Om Guttorms levnad är inte mer känt än vad som berättas i Harald Hårfagres saga i Heimskringla. Guttorm var av hög börd, knappast någon hirdskald i egentlig mening, men mycket skaldekunnig och därtill nära vän med både kung Harald och hans lydkungar (som i de flesta fall också var hans söner). Då Guttorm gör sitt inträde i sagan hade det sedan en tid rått stor oro i Norge. Orsaken var att Haralds vuxna söner (med olika kvinnor) låg i fejd med varandra. Erik Blodyx hade just mördat halvbrodern Björn, vilket retade upp Halvdan svarte, en annan halvbror, så att denne överföll Erik och sökte bränna honom inne. Erik flydde nu till kung Harald som blev så ursinnig att han drog samman en här för att besegra och ha ihjäl sonen Halvdan. Också Halvdan rustade för krig, och Guttorm sindre råkade befinna sig i hans läger. 
Så här skriver Snorre Sturlasson: ”Guthorm var en stor skald och hade förr gjort ett kväde till vardera far och son. De hade erbjudit honom lön för det, men han hade tackat nej och i stället bett att de en gång skulle uppfylla en hans bön, och det hade de gått med på. Han for då till kung Haralds möte och bar förlikningsord mellan dem och kom nu till bägge med samma bön, som var att de skulle försona sig med varandra. Och kungarna gjorde honom så stor heder, att de för hans böns skull förliktes.” 
Guttorms så länge innestående skaldelön blev alltså att freden kunde bevaras. Att detta är alldeles sant försäkrar oss Snorre, och han citerar också en samtida strof ur Jorun skaldemös Sendibítr som belägg för händelsen.

## Verk
De två kungadrapor, som avstyrde ett inbördeskrig, är båda restlöst förlorade. Vad som återstår av Guttorms diktning är sex strofer och två halvstrofer på drottkvätt ur en Håkonsdrapa (Hákonardrápa) tillägnad kung Håkon den gode. Stroferna handlar om Håkons krigståg i Danmark år 950, härjningarna på Jylland och Själland, hur Tryggve Olavsson installerades som lydkung i Viken, och striden mellan kung Håkon och Gunhildssönerna vid Agvaldsnäs 953 och slaget på Rastarkalv 955.
Guttorms stil är svårbedömd eftersom så få strofer finns kvar. Dessa är dock professionellt utförda; kenningarna är precisa och träffande, om än något invecklade.

## Tillnamnet
Vad Guttorms tillnamn ”sindre” betyder är det ingen som vet. Sindre är dock i den norröna litteraturen ett typiskt dvärgnamn, varför Åke Ohlmarks vågade sig på gissningen: ”Tillnamnet 'Sindre' måste Guttorm ha fått som 'rimsmed' efter dvärgen Sindre, som smidde diktens sig ständigt förnyande guldring Dröpner och kraftgudens hammare.”